# Roth (Landkreis Altenkirchen)
Roth település Németországban, Rajna-vidék-Pfalz tartományban. Lakosainak száma 1555 fő (2023. december 31.).

## Népesség
A település népességének változása:
| Lakosok száma | 1256 | 1458 | 1464 | 1508 | 1546 | 1555 |
|               | 1975 | 2017 | 2019 | 2021 | 2022 | 2023 |